# Limfni čvor
Limfni čvorovi (lymphonodi, nodi lymphatici) su limforetikulski organi uključeni u tok limfe, smješteni posvuda po tijelu (osim u središnjem živčanom sustavu), osobito na sjecištima limfnih žila iz pojedinih područja tijela (regionalni limfni čvorovi). Obavijeni su vezivnom čahurom, koja u unutrašnjost šalje razgranjene pretince (trabekule). Prostore između njih ispunjava retikulsko vezivo u kojem su nakupljeni limfociti (limforetikulsko tkivo kore i moždine) i kroz koje teče limfa (limfni sinusi).

## Opis
Kora ima vanjsku zonu (sekundarni limfni čvorići i difuzno limfno tkivo među njima sadrže limfocite B) i unutrašnju (parakortikalnu) zonu (parakorteks, difuzno limfno tkivo koje sadrži limfocite T, zona ovisna o timusu). Moždina (meduča) se neposredno nastavlja na koru u obliku razgranjenih i međusobno povezanih moždinskih (medularnih) tračaka (difuzno limfno tkivo, sadrži limfocite B). 
Limfni sinusi su široki, nepravilni prostori (usporen protok limfe povoljan za izmjenu limfocita i fagocitnu aktivnost), nepotpuno obloženi spljoštenim retikulskim (litoralnim) stanicama. Njihov lumen je premošćen retikulskim stanicama (sposobnost fagocitoze) retikulskim vlaknima i makrofagima. Kroz čahuru ulaze u limfni čvor aferentne limfne žile i dovode limfu koja sukcesivno prolazi kroz limfne sinuse smještene između čahure i kore (periferni supkapsularni ili marginalni sinusi), između kore i trabekula (kortikalni, peritrabekularni ili intermedijarni sinusi) i između moždinskih trčaka (moždinski ili medularni sinusi).
U hilusu se svi moždinski sinusi stječu u eferentne limfne žile. Krvne žile ulaze na hilusu, granaju se u trabekulama i moždinskim sinusima i čine kapilarnu mrežu oko zametnih centara limfnih čvorića u kori.

## Uloga
Funkcije limfnih čvorova su:
1. Filtriranje limfe fagocitozom (retikulske stanice i slobodni makrofagi) stranih stanica i njihovih fragmenata (zadržavanje malignih stanica koje metastaziraju), bakterija, virusa, egzogenih pigmenata, toksina i antigena.
2. Proizvodnja limfocita B, plazma stanica i protutijela.
3. Recirkulacija limfocita sa smještanjem limfocita B i T u određene zone.

Ljudi imaju otprilike 500-600 limfnih čvorova raspoređenih po cijelom tijelu (ispod pazuha, vrata, prsa, abdomena i preponu)

## Vanjske poveznice
- Immunology Lecture 4, Biology 328  Arhivirana inačica izvorne stranice od 17. siječnja 2008. (Wayback Machine) na Western Kentucky University
- Limfni čvorovi  Arhivirana inačica izvorne stranice od 30. srpnja 2021. (Wayback Machine)
- Histologija